# Paul Tapponnier (géophysicien)
Pour les articles homonymes, voir Paul Tapponnier.
Paul Tapponnier, né le 6 janvier 1947 à Annecy (Haute-Savoie) et mort le 24 décembre 2023 à Pékin (Chine), est un géophysicien français, spécialiste de la tectonique des plaques et de la déformation des continents. Il est physicien à l'Institut de physique du globe de Paris et membre de l'Académie des sciences.

## Biographie et carrière
Paul Tapponnier, fils d'un couple d'enseignants, naît et grandit à Annecy.
Tapponnier obtient son diplôme de l'École des mines de Paris et devient ingénieur civil des mines en 1970. Recruté comme assistant dans l'équipe du géologue Maurice Mattauer à l'université de Montpellier, il obtient un doctorat ès sciences dans cette même université en 1978, sous la direction de Mattauer. Après un passage au Massachusetts Institute of Technology, il entre, en 1980, à l'Institut de physique du globe de Paris alors dirigé par Claude Allègre, et fonde le laboratoire de tectonique et mécanique de la lithosphère.
Tapponnier est élu correspondant de l'Académie des sciences le 2 mai 1994 et membre, dans la section Sciences de l'Univers, le 29 novembre 2005. Il est également membre associé étranger de la National Academy of Sciences depuis 2005. Atteint par la limite d'âge, il quitte la France en 2008. L'année suivante, il monte son laboratoire au sein de la Nanyang Technological University de Singapour, puis en 2019 il s'installe à Pékin où il travaille à l’Institut national des risques naturels.

## Recherche
Paul Tapponnier est le premier à cartographier les grands décrochements de l'Asie centrale, et propose un modèle d'expulsion du Tibet en deux phases sous la poussée de l'Inde. Il s'intéresse aussi aux anciens tremblements de terre, et aux failles actives associées (dont il mesure les vitesses), de l'époque quaternaire. Ceci non seulement en Himalaya, mais également en Afar, en Afrique du Nord, au Proche-Orient, en Méditerranée et en Amérique du Nord.
Ses travaux sont conduits grâce à l'utilisation d'outils comme les images satellites, dont il est l'un des pionniers dans les années 1970. Tapponnier est aussi un géologue de terrain et en 1984 son équipe scientifique est la première équipe étrangère à pouvoir entrer au Tibet depuis l'annexion par la Chine en 1951.

## Prix et distinctions
- Médaille d'argent du CNRS (1984)[5]
- Médaille Alfred Wegener de l'Union européenne des géosciences (1985)[5]
- Grand prix scientifique de la ville de Paris (1990)[5]
- Fellow de l'American Geophysical Union (1994)[5]
- Chevalier de la Légion d'honneur (1996)[5]
- Friendship Award du gouvernement chinois (1998)[5]
- Francis Birch Lecturer de l'American Geophysical Union (1999)[5]
- Médaille Lyell de la Geological Society of London (2001)[5]
- Membre de l'Académie des sciences (2005, correspondant depuis 1994)[3]
- Membre de la National Academy of Sciences américaine (2005)[3]
- Membre honoraire de la Geological Society of London (2008)[5]
- Einstein Professor de l'Académie chinoise des sciences (2011)[5]
- Membre honoraire de la Société géologique du Népal (2012)[5]

## Publications
- Montagnes. Les grandes œuvres de la Terre, Paris, La Martinière, 2006.
- La plus belle histoire de la Terre, Paris, Le Seuil, 2001. Avec André Brahic, Lester R. Brown et Jacques Girardon,  (EAN 9782020513081)[6].